# Jojo (chimpanzé)
Pour les articles homonymes, voir Jojo.
 (janvier 2023).
La mise en forme du texte ne suit pas les recommandations de Wikipédia : il faut le « wikifier ».
Les points d'amélioration suivants sont les cas les plus fréquents. Le détail des points à revoir est peut-être précisé sur la page de discussion.
- Les titres sont pré-formatés par le logiciel. Ils ne sont ni en capitales, ni en gras.
- Le texte ne doit pas être écrit en capitales (les noms de famille non plus), ni en gras, ni en italique, ni en « petit »…
- Le gras n'est utilisé que pour surligner le titre de l'article dans l'introduction, une seule fois.
- L'italique est rarement utilisé : mots en langue étrangère, titres d'œuvres, noms de bateaux, etc.
- Les citations ne sont pas en italique mais en corps de texte normal. Elles sont entourées par des guillemets français : « et ».
- Les listes à puces sont à éviter, des paragraphes rédigés étant largement préférés. Les tableaux sont à réserver à la présentation de données structurées (résultats, etc.).
- Les appels de note de bas de page (petits chiffres en exposant, introduits par l'outil «  Source ») sont à placer entre la fin de phrase et le point final[comme ça].
- Les liens internes (vers d'autres articles de Wikipédia) sont à choisir avec parcimonie. Créez des liens vers des articles approfondissant le sujet. Les termes génériques sans rapport avec le sujet sont à éviter, ainsi que les répétitions de liens vers un même terme.
- Les liens externes sont à placer uniquement dans une section « Liens externes », à la fin de l'article. Ces liens sont à choisir avec parcimonie suivant les règles définies. Si un lien sert de source à l'article, son insertion dans le texte est à faire par les notes de bas de page.
- La présentation des références doit suivre les conventions bibliographiques. Il est recommandé d'utiliser les modèles {{Ouvrage}}, {{Chapitre}}, {{Article}}, {{Lien web}} et/ou {{Bibliographie}}. Le mode d'édition visuel peut mettre en forme automatiquement les références.
- Insérer une infobox (cadre d'informations à droite) n'est pas obligatoire pour parachever la mise en page.

Pour une aide détaillée, merci de consulter Aide:Wikification.
Si vous pensez que ces points ont été résolus, vous pouvez retirer ce bandeau et améliorer la mise en forme d'un autre article.
Jojo est né le 28 juin 1951 à Bangui, aujourd'hui en République centrafricaine, et mort le 20 février 2012 à Nancy, au sein de l'Espace animalier du parc de la Pépinière, à l'âge de 60 ans. Il fut le plus vieux chimpanzé d'Europe, ainsi qu'une véritable icône pour les nancéiens et pour les Lorrains plus largement.

## Biographie

### Naissance et arrivée à Nancy
Jojo naît au sein d'une ménagerie, dans ce qui était l'Afrique-Équatoriale française (AEF). Le propriétaire de la ménagerie, neveu d'un certain M. Poubeau, fut obligé de la faire liquider. Il fit alors le geste d'offrir à William Jacson, député de Nancy, deux chimpanzés (Jojo et Catherine), un python et une gazelle. M. Jacson n'ayant pas les moyens de s'en occuper, en fit lui-même don à la ville de Nancy qui les plaça dans son zoo de la Pépinière en 1963. 
Jojo est donc accompagné lors de son arrivée de Catherine, une femelle, à propos de laquelle on peut lire dans l'Est Républicain que "pour passer le temps, elle grille cigarette sur cigarette... et la fumée ne lui pique même pas les yeux !". Elle mourut l'année suivant son arrivée d'une infection respiratoire.

### Sa vie à la Pépinière
Catherine étant décédée en 1964, Jojo resta seul jusqu'à l'arrivée de Mambo et Judith en 1984, ils vécurent ensemble tous les trois jusqu'en 1995. Judith est morte en 2003, après avoir ingéré des baies d'if toxiques dans des circonstances troubles, de façon similaire aux deux ours du même zoo en l'an 2000. En 1998, c'est Victor, un jeune mâle importé illégalement du Mali et élevé comme un humain par des particuliers, qui fut recueilli à la Pépinière avant d'être envoyé dans un sanctuaire espagnol en 2007. Jojo vécut seul de ce moment jusqu'à sa mort en 2012. 
Durant de nombreuses années, Jojo a été victime de la maltraitance (involontaire?) de certains visiteurs du parc qui lui donnaient du vin à boire ou des cigarettes à fumer. Ces comportements, dont l'article à propos de la guenon Catherine montre bien qu'ils n'étaient pas mal vus à une certaine époque, sont aujourd'hui unanimement condamnés.  

### Mort
Jojo est mort d’un ulcère dans la nuit du 19 au 20 février 2012. Il était alors âgé de 60 ans, ce qui faisait de lui le plus vieux chimpanzé d'Europe. Son décès émut la population nancéienne, marquée sur des générations par la présence de l'animal. Dans un communiqué, la ville de Nancy déclara notamment que "Jojo fut la mémoire d'un certain mode de présentation des animaux sauvages aujourd'hui abandonné".
Jojo fut donc le premier et le dernier chimpanzé de la Pépinière.

## Hommages et postérité

### Émotion et naturalisation

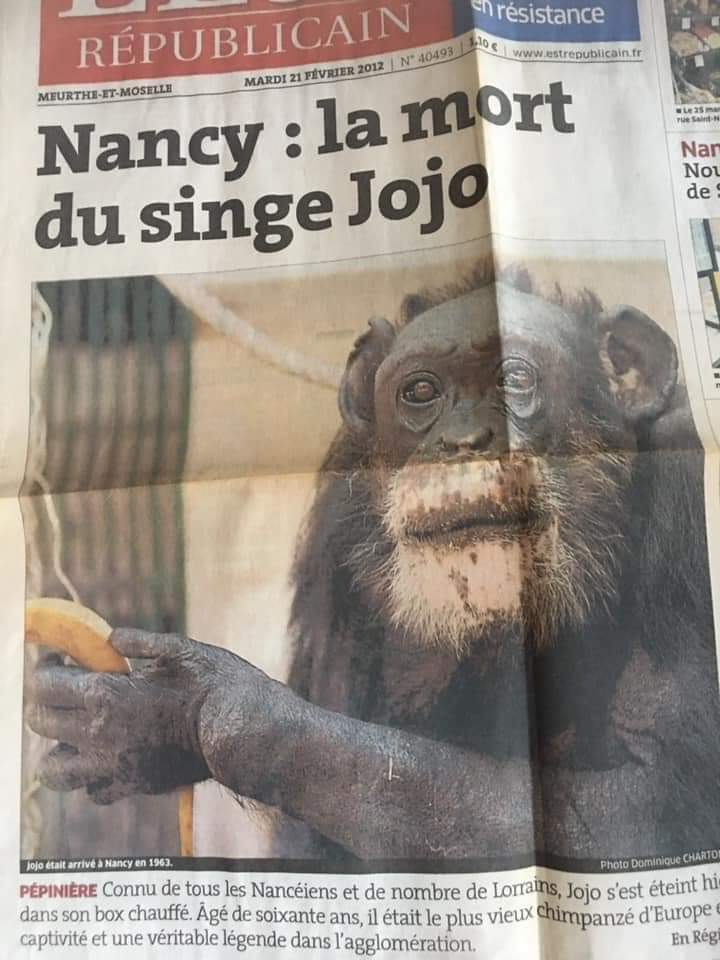
Une de l'Est Républicain le lendemain de la mort de Jojo.

L'Est républicain dédia sa une du 21 février 2012 à Jojo, montrant l'importance prise par l'animal dans l'imaginaire local. 
Il est rapidement annoncé une naturalisation de son corps, en lien avec le muséum-aquarium de Nancy. La responsable des collections du musée déclare dans Vosges Matin le 20 avril 2012 à propos de l'opération : « C’est également intéressant d’accueillir Jojo parce que les chimpanzés sont rares. Nous n’en avons qu’un, déjà ancien, qui a une centaine d’années […] ». C'est le 20 février 2013, soit un an après sa mort, que le corps naturalisé de Jojo est présenté au public. Il n'est aujourd'hui plus exposé, la naturalisation n'ayant pas fait l'unanimité.

### Présence dans la culture populaire nancéienne

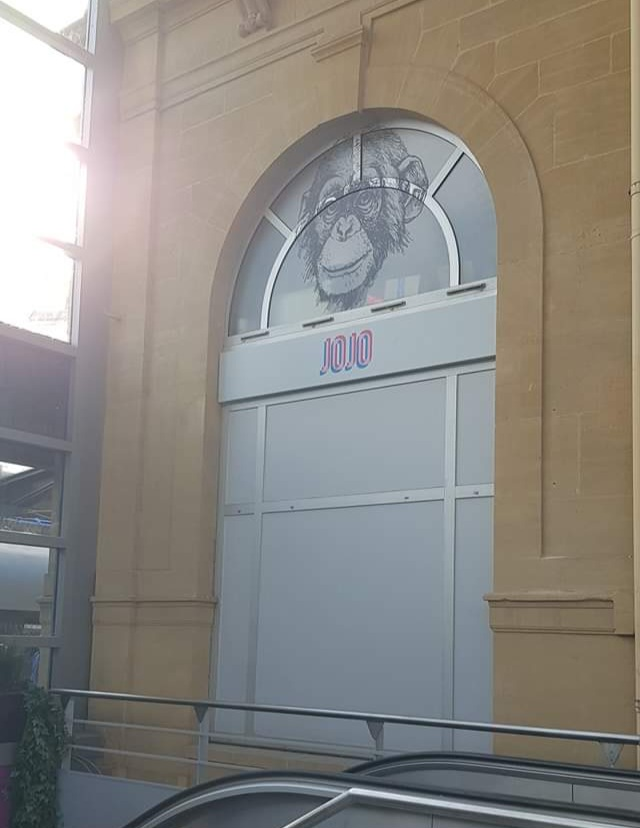
Visage de Jojo dans la gare de Nancy

Jojo s'est imposé dans l'imaginaire collectif local sous des formes variées. 
Son visage orne l'une des arches de la gare de Nancy, qui a souhaité représenter plusieurs personnalités nancéiennes célèbres, dont l'animal iconique. 
Le nom de "Jojo" a été donné à l'un des villages du marché de la Saint Nicolas, se trouvant au niveau de la place Nelson Mandela, proche de la Pépinière. Faisant entrer le chimpanzé dans les Fêtes de la Saint Nicolas de Nancy, inscrites à l'inventaire français du Patrimoine Culturel Immatériel.

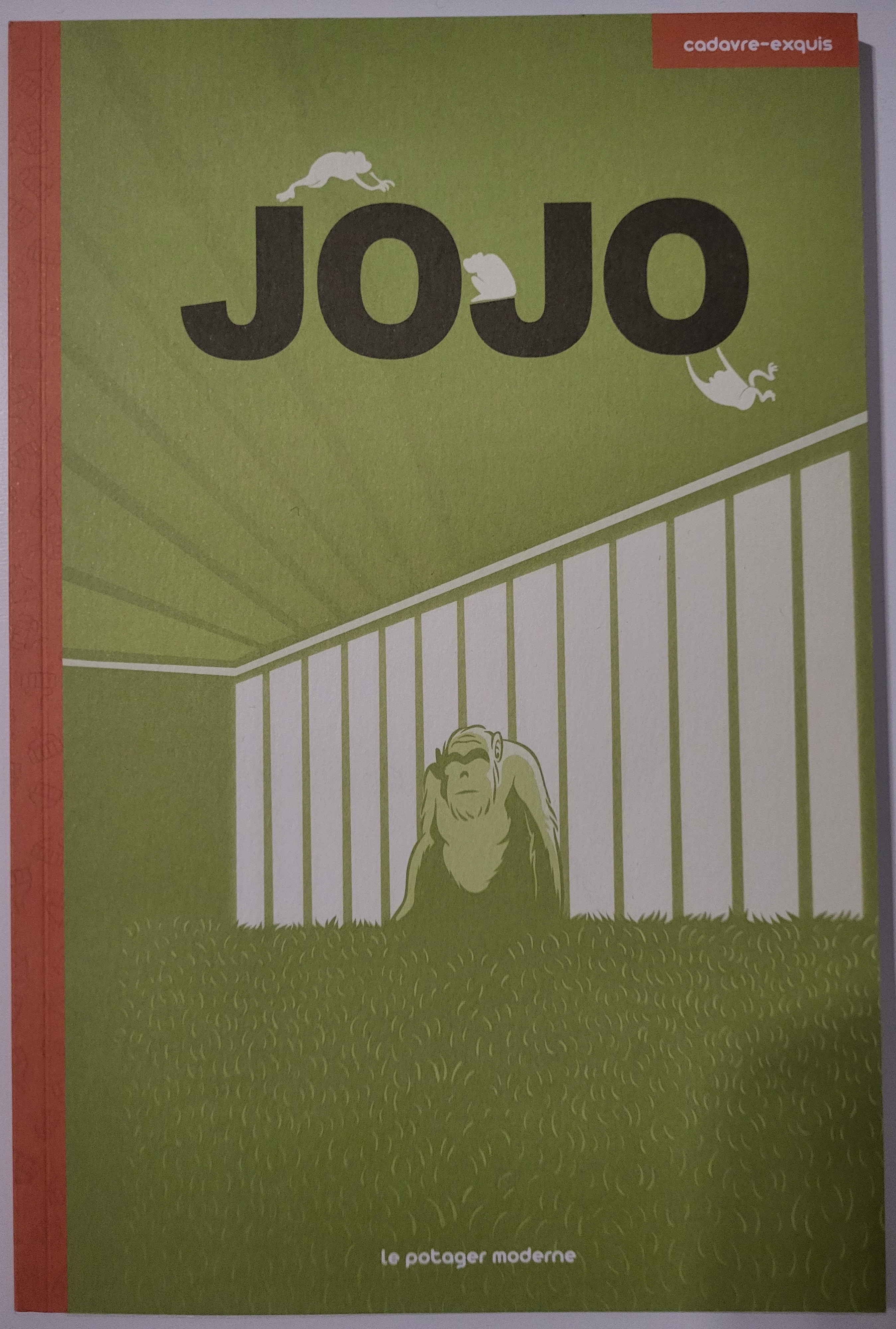
Cadavre exquis dessiné racontant l'histoire de Jojo le chimpanzé.

Il a également donné son nom à une bière locale appelée "King Jo" de la Piggy Brewing Company (où il apparaît d'ailleurs sous la forme d'un gorille… une erreur récurrente). 
Son image et son histoire sont rappelés sous un arrêt de tram du Grand Nancy.
Une exposition de Bandes Dessinées s'est tenue en février 2013, un an après la mort de Jojo, à l'Espace animalier de la Pépinière. Elle présente les dessins du collectif d'auteurs "La Bande à Jojo" (Paul Filippi, Romain Dieudonné, Aurélie Pertusot, Flora Kam, Thierry Martin, peb & fox, Damien Raymond, Zoé Thouron, Sylvain Moizie et Sylvain Euriot) destinés à raconter l'histoire de Jojo dans un cadavre exquis pictural. 
Le bâtiment rénové de Nancy Thermal inauguré en 2023 est décoré d’un pot-à-feu à l’effigie du célèbre chimpanzé. 

### Hommage de la ville de Nancy

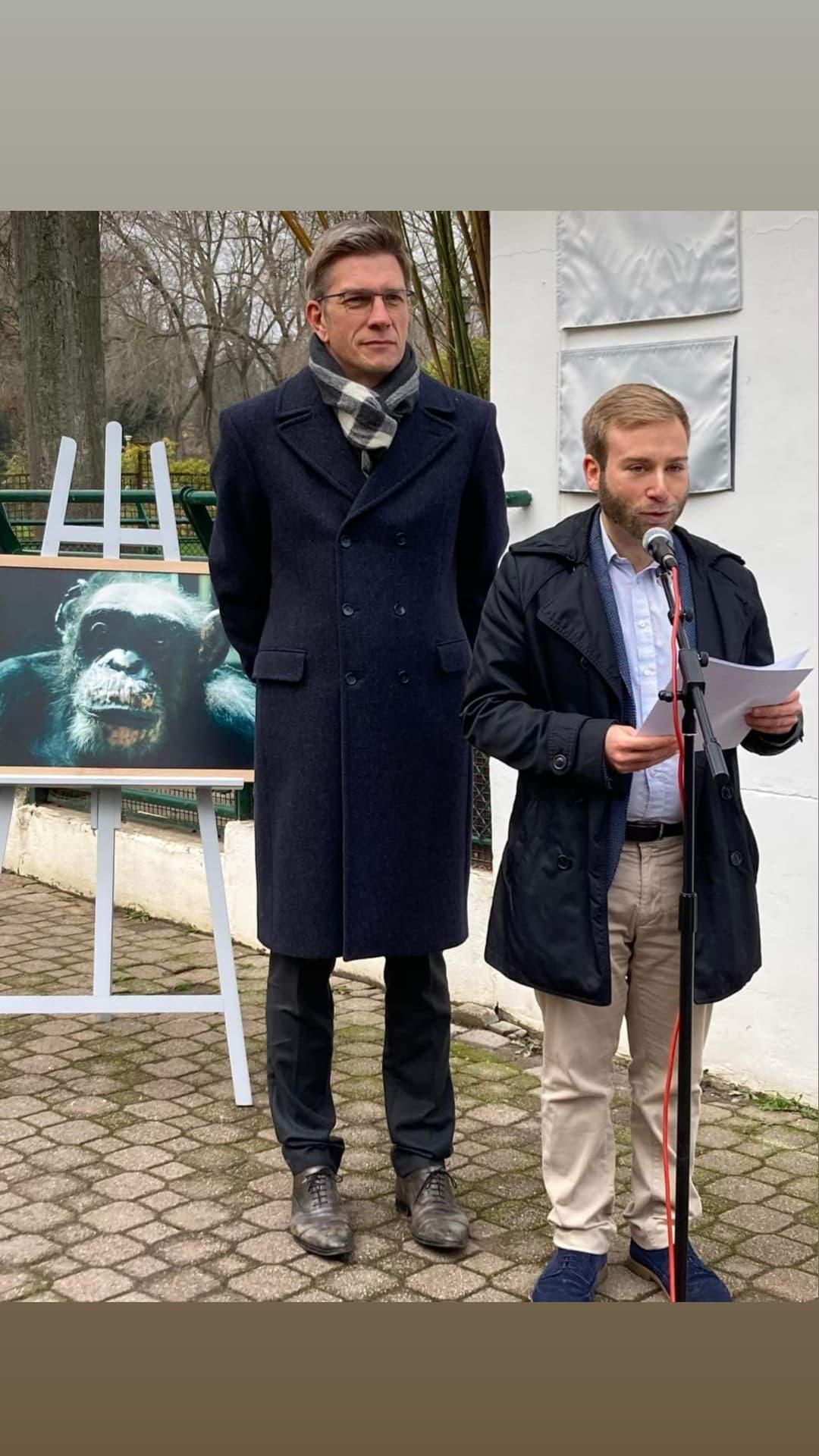
Photo de l'inauguration de l'allée Jojo le chimpanzé avec de gauche à droite Mathieu Klein et Dahman Richter

Le 5 décembre 2022 est votée par le Conseil municipal de Nancy la "Charte aux Animaux en Ville" dont l'objectif est de définir une nouvelle politique d'intégration des animaux en ville, ainsi que des principes de respect du bien-être animal et de la biodiversité. Une des dispositions de cette charte est d'accorder à Jojo, 10 ans après sa mort, le titre inédit d'animal emblématique de la ville de Nancy, et de nommer en conséquence une allée du parc de la Pépinière en son honneur.
Le 10 décembre 2022, journée internationale des droits des animaux, l'allée traversant l'Espace animalier de la Pépinière est ainsi baptisée du nom du célèbre chimpanzé. Devant un parterre de citoyens Dahman Richter, conseiller municipal délégué aux droits et au bien-être animal, à la biodiversité, et Mathieu Klein, maire de Nancy, inaugurent les plaques immortalisant la mémoire de Jojo et des animaux l'ayant accompagné. M. Richter déclara notamment dans son discours que : 
"On a questionné cet héritage embarrassant de l’Histoire, et puis on a fini par reconnaître que non ce n’était pas normal et par en avoir honte. Plus que la nostalgie, c’est bien la honte qui domine dans nos cœurs, un malaise général que seule pouvait apaiser une reconnaissance posthume [...] Par cette plaque et ces discours, nous marquons l’Histoire et nous faisons entrer à jamais Jojo et tous les autres dans la mémoire collective des nancéiennes et des nancéiens. Après la prise de conscience et après la fin des animaux sauvages à l’espace animalier, ce jour symbolise une page qui se tourne enfin et qui restera tournée, une nouvelle page qui s’ouvre et sur laquelle nous pouvons avancer". 
Le maire, Mathieu Klein, rappela lui ses souvenirs d'enfants, quand il passait avec son oncle voir Jojo, et affirma que les animaux ne devaient plus "être un divertissement".